# متین آقاجانپور
متین آقاجانپور (زاده ۲۴ اسفند ۱۳۷۹ در فریدون‌کنار) بازیکن تیم ملی بسکتبال ایران و عضو تیم بسکتبال کاله مازندران می‌باشد.
وی در سال ۱۳۹۷ در جریان بازی ایران مقابل چین تایپه که با پیروزی ایران به پایان رسید با کسب ۳۹ امتیاز در یک بازی توانست رکوردار بیشترین امتیاز در یک بازی را در تورنمنت قهرمانی نوجوانان آسیا را از آن خود کند.

## افتخارات

### ملی

#### مسابقات بسکتبال سه نفره کشورهای اسلامی
- مدال برنز بازی‌های کشورهای اسلامی ۲۰۲۱ قونیه[۳]